# デュアランド・ライン

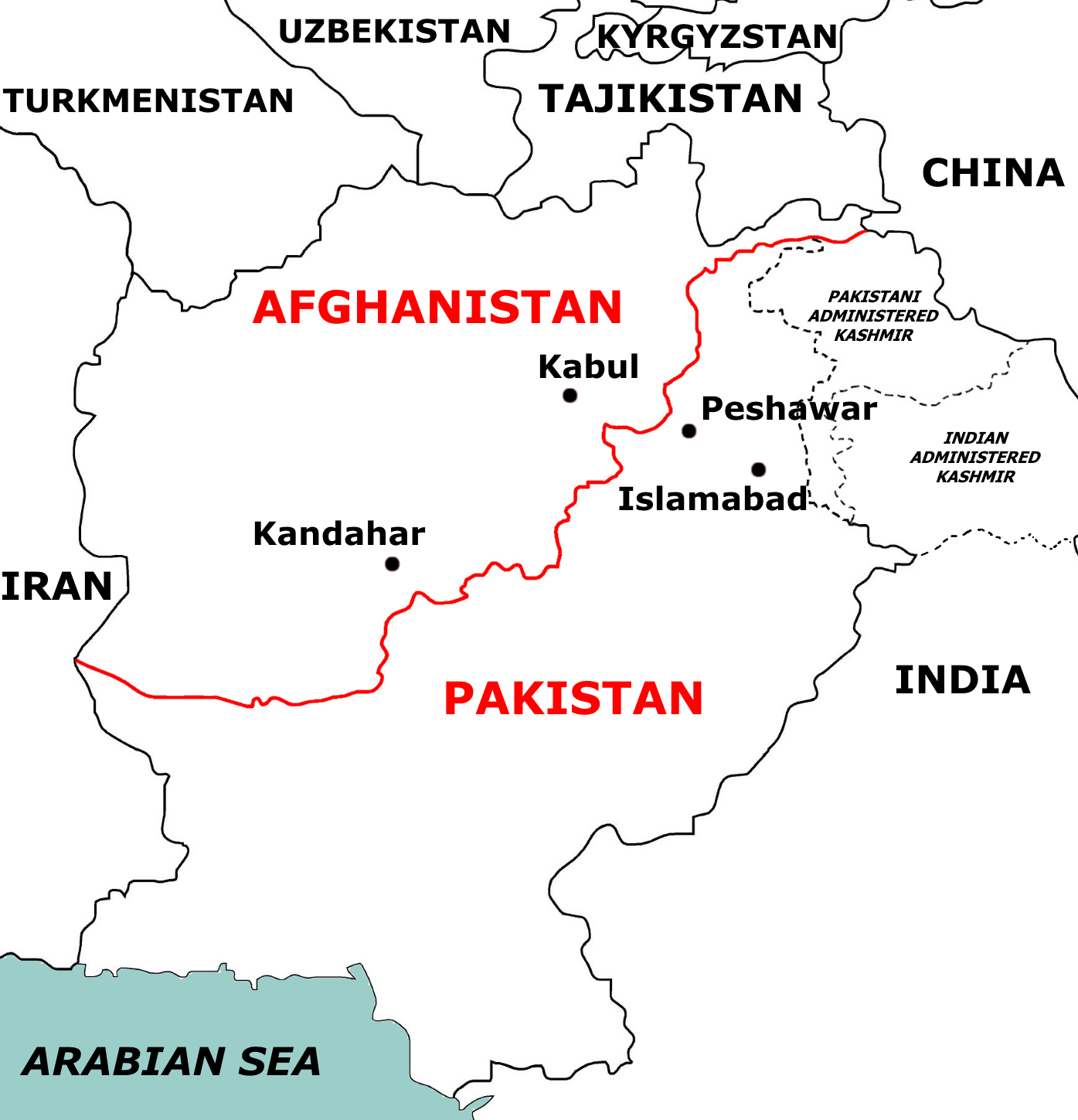
赤線がデュアランド・ライン

デュアランド・ライン（Durand Line）とは、およそ2,640kmに及ぶパキスタンとアフガニスタンの国境線である。デュアランド線、デュランド・ラインと表記されることもある。
デュアランド・ラインは1893年にイギリス領インド帝国の外相であったモーティマー・デュアランド（Mortimer Durand）とアフガニスタン国王のアブドゥッラフマーン・ハーンの間で調印されたデュアランド・ライン条約の結果、生まれたもので、この地域での大英帝国の勢力圏を示すものであった。
この条約の結果、この地域に領土的野心のあったイギリスとロシア帝国の間で争われてきたグレート・ゲームの緩衝地帯が作られたことになり、両国の利権の範囲が決定した。
今日ではアフガニスタンとパキスタン（カイバル・パクトゥンクワ州、バローチスターン州）との国境を成している。

## 歴史
この地はアレクサンドロス3世の時代からパシュトゥーン人が生活していた地帯であった。7世紀、アラブ人が侵攻し、パシュトゥーン人にイスラム教をもたらした。10世紀、パシュトゥーン人の生活圏はガズナ朝の治めるところとなり、ゴール朝、ティムール朝、ムガル帝国、ドゥッラーニー朝と支配者が入れ替わっていった。
1839年、第一次アフガン戦争が始めるとイギリス領インド帝国軍はこの地に侵攻した。1842年、英領インド軍は大虐殺されて戦火は終了した。しかし、再度、1878年の第二次アフガン戦争で英領インド軍はパシュトゥーン人居住地域に進軍、またしても敗北を喫し撤退を余儀なくされた。そこでモーティマー・デュアランドは1893年にカーブルに赴き、アフガニスタンとロシアの支配権を明確に区分するための領土交渉を行った。その結果、アブドゥッラフマーン・ハーンの間にデュアランド・ライン条約を結ぶことに成功する。それによって、イギリス領インド帝国は現在のパキスタンのカイバル・パクトゥンクワ州や連邦直轄部族地域などをアフガニスタンから獲得、さらにパシュトゥーン人が千年にわたって生活してきたムルターンやバハーワルプールを領土に加えることに成功した。これらはその後、1970年までにパキスタンのパンジャーブ州に編入されることになる。デュアランドライン条約は英文でだけ書かれ、アブドゥッラフマーン・ハーンは英明な国王であったが英語が読めなかった。
パキスタンは1947年のインドからの分離独立以降、デュアランド・ライン条約を継承したが、アフガニスタンとの公的な国境線の合意は現在でもない。1893年に締結されたデュアランド・ライン条約は100年をもって1993年に失効したという主張がある。同時にデュアランド・ライン条約には条約の効力期間を示す文言はない、という主張もある。アメリカ国務省や英国外務省もデュアランド・ライン条約には失効はない、という立場を公的に表明している。
パシュトゥーン人の居住圏がデュアランド・ラインで寸断されており、アフガニスタンのロヤ・ジルガは1949年に一方的にデュアランド・ラインの無効を宣言した。1947年にパキスタン独立をもって英領インドの実体は消滅した、という考えからであった。しかし新しい主権国家は独立前と同じ領土を継承する、という国際法の観点から、パキスタンとの合意なしにデュアランド・ラインの無効・変更はあり得ない状況である。
パシュトゥーン人の分断は、パキスタン・アフガニスタンの二国間関係の緊張要因となっており、両国で議席を持つパシュトゥーン人議員はデュアランド・ラインの廃止を求めている。現状はパシュトゥーン人は両国の入管に管理されることなく国境を往来している。またパキスタン軍は、過去数十年にわたって、デュアランド・ラインのアフガニスタン側に入った数キロの地点に軍事拠点を設け、両国の武力衝突は絶えない。2002年、アメリカの特殊部隊がデュアランド・ラインのアフガニスタン側数十キロの地点に派遣され、2009年からはアメリカ軍とNATO軍がアフガニスタン側からパキスタン勢力と戦火を交えている。さらに、そのアメリカ軍とNATO軍が撤退した後にアフガニスタンで政権を取り戻したターリバーンと、長年ターリバーンを支援してきたパキスタンの間で衝突が勃発している。
デュアランド・ラインは現在、世界で最も危険な地域となっている。